# Risvedens vildmark
Risvedens vildmark är ett naturreservat i Skepplanda socken i Ale kommun i Västergötland. Området är omkring 380 hektar stort, det inrättades 2016 och förvaltas av Västkuststiftelsen. Det är beläget i vildmarksområdet Risveden. Området utgörs av både äldre och yngre barrskog med mycket insjöar och våtmarker. Skogen domineras av tall men det finns också områden med tät granskog. Här finns gott om sällsynta mossor och lavar. Fågellivet är rikt och här finns Risvedens största tjäderspel. De största sjöarna är Stora Ljusevatten, Stora Rullesjön, Lilla Rullesjön och Grågåsevatten. Tillsammans med naturreservaten Trehörningen, Rammdalen och Kroksjöns naturreservat utgör Risvedens vildmark del av ett 750 hektar stort sammanhängande område av skyddad vildmark.

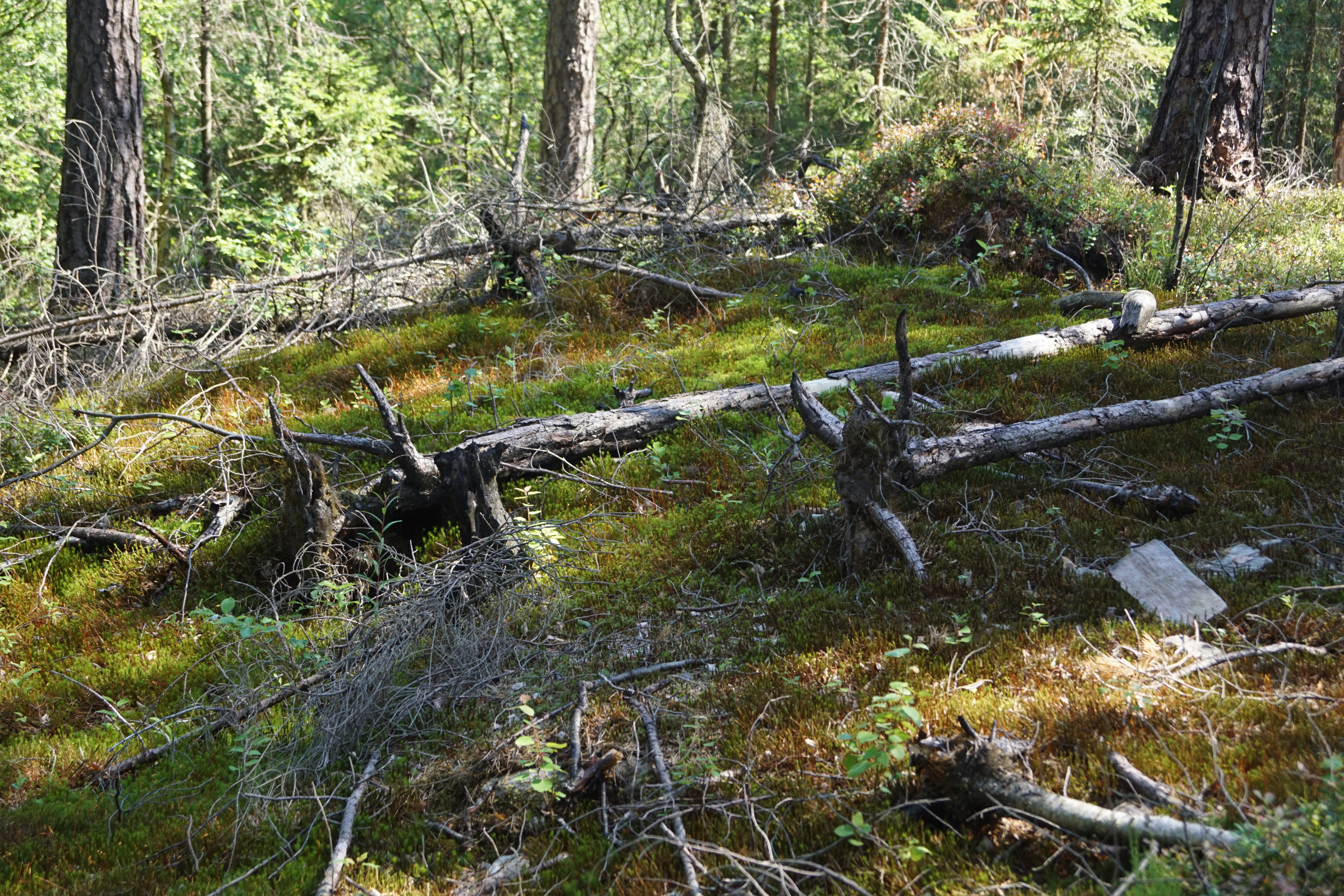
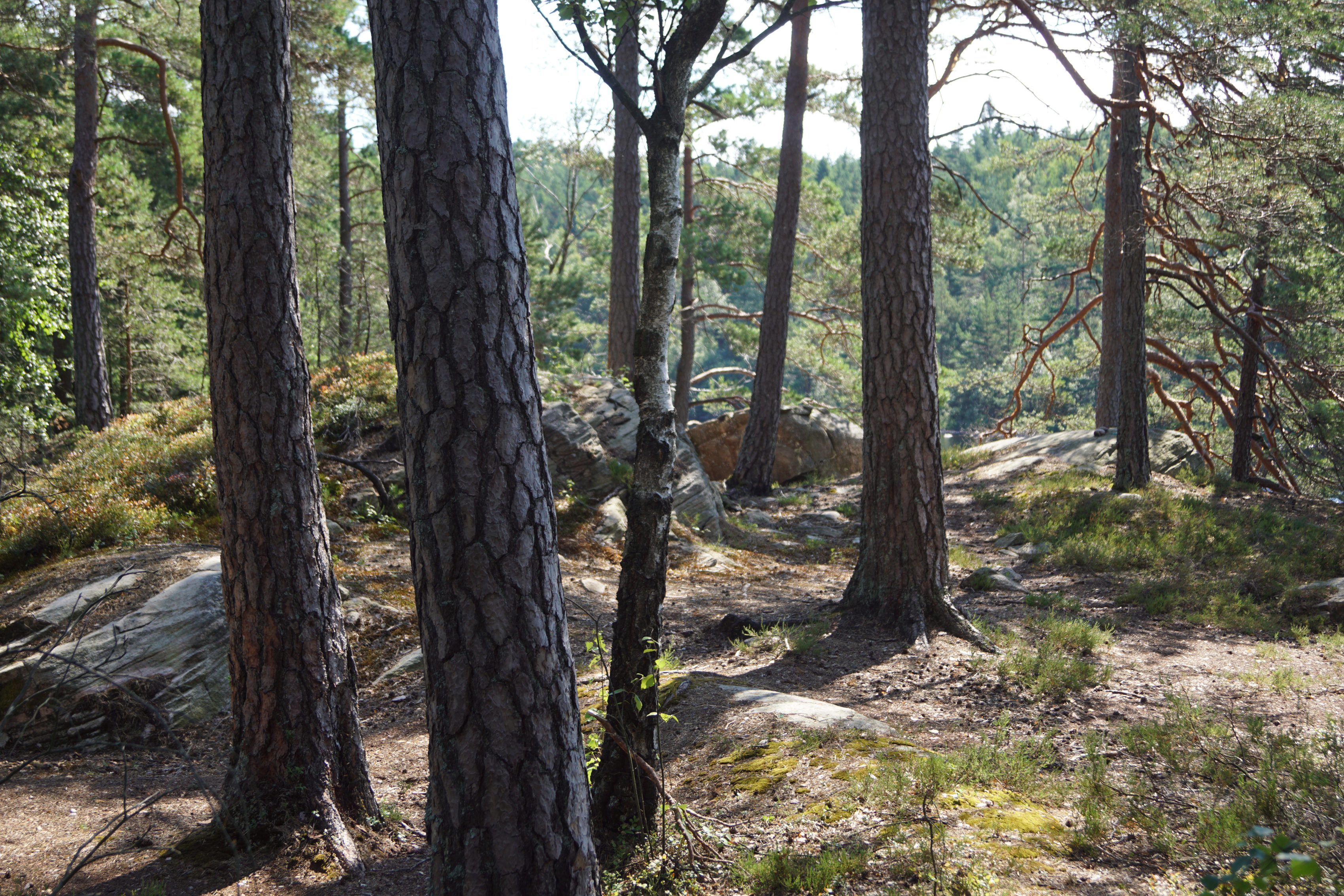